# Motor Marienberg
Der FSV Motor Marienberg ist ein deutscher Fußballverein aus der erzgebirgischen Stadt Marienberg in Sachsen.

## Geschichte
Die Wurzeln des Vereins gehen in das Jahr 1911 zurück, als sich der VfB Marienberg gründete. Daneben entstanden Rot-Weiß Marienberg und Blau-Gelb Marienberg. Im Jahr 1921 schlossen sich die Fußballabteilungen der Vereine zur Spielvereinigung Marienberg zusammen.
Nach Ende des Faschismus in Deutschland entstanden in Marienberg neue Sportvereine; neben der BSG Motor Marienberg existierten die BSG Einheit Marienberg, die BSG Wismut Marienberg und die ASG Vorwärts Marienberg. Letztere agierte in den 1960er- und 70er-Jahren für mehrere Spielzeiten in der Bezirksliga Karl-Marx-Stadt des DFV. Im DDR-Sport war die BSG Motor der Breitensportverein des örtlichen Federnwerkes. In der Saison 1973/74 spielte Motor Marienberg in der drittklassigen Bezirksliga Karl-Marx-Stadt, stieg allerdings direkt wieder ab. Neben der Fußball-Abteilung gab es eine erfolgreiche Badminton-Sektion bei der BSG Motor, die bei Nachwuchs- und Senioren-DDR-Meisterschaften reüssierte.
Mit der Wende in der DDR und dem Ende des Trägerbetriebs vollzog die Betriebssportgemeinschaft die Umbenennung in Fußballsportverein Motor Marienberg. Nach dem Aus der ASG Vorwärts Marienberg übernahm der FSV Motor 1990 dessen Startplatz in der viertklassigen Bezirksklasse Karl-Marx-Stadt. Fortan agierte der FSV in den unterklassigen Ligen des Sächsischen Fußballverbands.
2020 stieg Motor Marienberg erstmals in die Sachsenliga auf. 2023 folgte durch Verzicht der besserplatzierten Mannschaften als Viertplatzierter der Aufstieg in die überregionale Oberliga Nordost, aus der die Erzgebirgler allerdings 2024 direkt wieder abstiegen. 2025 stieg der Verein erneut ab, in die Sachsenklasse.

## Statistik
- Teilnahme Bezirksliga Karl-Marx-Stadt (drittklassig): 1973/74
- Teilnahme Oberliga Nordost (fünftklassig): 2023/24
- Teilnahme Sachsenliga (sechstklassig): 2020/21–2022/23, 2024/25